# Мен де Биран
Мен де Бира́н (фр. Maine de Biran), полное имя Мари́ Франсуа́ Пьер Гонтье́ де Бира́н (фр. Marie François Pierre Gonthier de Biran) (29 ноября 1766, Бержерак — 20 июля 1824, Париж) — французский философ и политический деятель, крупнейший после Декарта и Мальбранша метафизик Франции. Родоначальник французского спиритуализма, критик сенсуализма, один из основателей метода самонаблюдения в психологии. Создал оригинальное учение о волевом усилии, в котором нам непосредственно открывается деятельность нашего внутреннего «я». В 1820-х годах развивал идеи христианской метафизики. Идеи Мен де Бирана оказали влияние на развитие философии во Франции (В. Кузен, Т. С. Жуффруа) и в России (П. Е. Астафьев, Л. М. Лопатин).

## Биография
Мари Франсуа Пьер Гонтье де Биран родился в 1766 году в городе Бержераке в дворянской семье. Начальное образование получил дома, затем окончил католическую школу, где проявил способности к математике. В 19-летнем возрасте по настоянию родственников поступил на службу в королевскую гвардию. В 1789 году, в начале Великой французской революции, участвовал в обороне Версаля от революционных войск, получил лёгкое ранение в руку. После расформирования королевской гвардии поселился в своём родовом имении — замке Гратлу (фр.) в окрестностях Бержерака, где сосредоточился на занятиях философией.
Термидорианский переворот 1794 года открыл дорогу для политической карьеры Бирана. В мае 1795 он был назначен на должность администратора департамента Дордонь, а в 1797 году избран в Совет пятисот — нижнюю палату Законодательного собрания. Однако результаты выборов были аннулированы правительством Директории, и философ-роялист снова вернулся в свой замок. К этому периоду относится выход первой печатной работы Бирана — «Влияние привычки на способность мыслить», победившей на конкурсе, объявленном парижским Национальным институтом. В последующие годы ещё несколько работ философа удостаивались первых премий на различных конкурсах. В частности, очередной премии Национального института удостоилась его работа «Об анализе мышления», работа «О непосредственной апперцепции» получила награду берлинской, а «Об отношении физической и моральной природы человека» — копенгагенской Академии наук.
Приход к власти Наполеона в 1799 году вновь возвратил Бирана к политической деятельности. В январе 1806 года императорским указом он был назначен на должность супрефекта города Бержерака, на которой оставался до 1812 года. Во время пребывания на этой должности философ учредил «Медицинское общество г. Бержерака», имевшее целью всестороннее изучение человека, и открыл бесплатную школу, организованную на принципах учения И. Г. Песталоцци. В 1810 году за заслуги в области административной деятельности Биран был награждён крестом Почётного легиона.
В 1809 году Биран был избран депутатом Законодательного корпуса, а в 1812 окончательно перебрался в Париж. После падения Наполеона, в 1814 году, он получил место в палате депутатов, а в 1816-м стал членом Государственного совета. Сотрудничал в комитете по народному образованию. В последние годы жизни философ был занят разработкой своей системы религиозной философии, не закончив которую, скончался 20 июля 1824 года в Париже.
По некоторым данным, Мен де Биран состоял в масонских организациях и в 1820 году был великим мастером Великого востока Франции.

## Публикация сочинений
При жизни Мен де Биран был совершенно неизвестным мыслителем, так как писал свои сочинения «в стол» и не заботился об их публикации. Своим современникам он был известен в основном как политический деятель, а о его философских взглядах знали лишь несколько человек из его окружения, такие, как А. Дестют де Траси, П. П. Руайе-Коллар, А. М. Ампер, В. Кузен и некоторые другие. Из всех сочинений философа при его жизни были опубликованы лишь три незначительных работы: «Влияние привычки на способность мыслить», «Анализ лекций по философии г. Ларомигьера» и «Изложение философского учения Лейбница», причём первые две вышли в свет анонимно. Вдобавок мыслитель не вёл преподавательской деятельности и не имел формальных учеников. Ввиду этих обстоятельств неудивительно, что публикация его сочинений задержалась на несколько десятилетий.

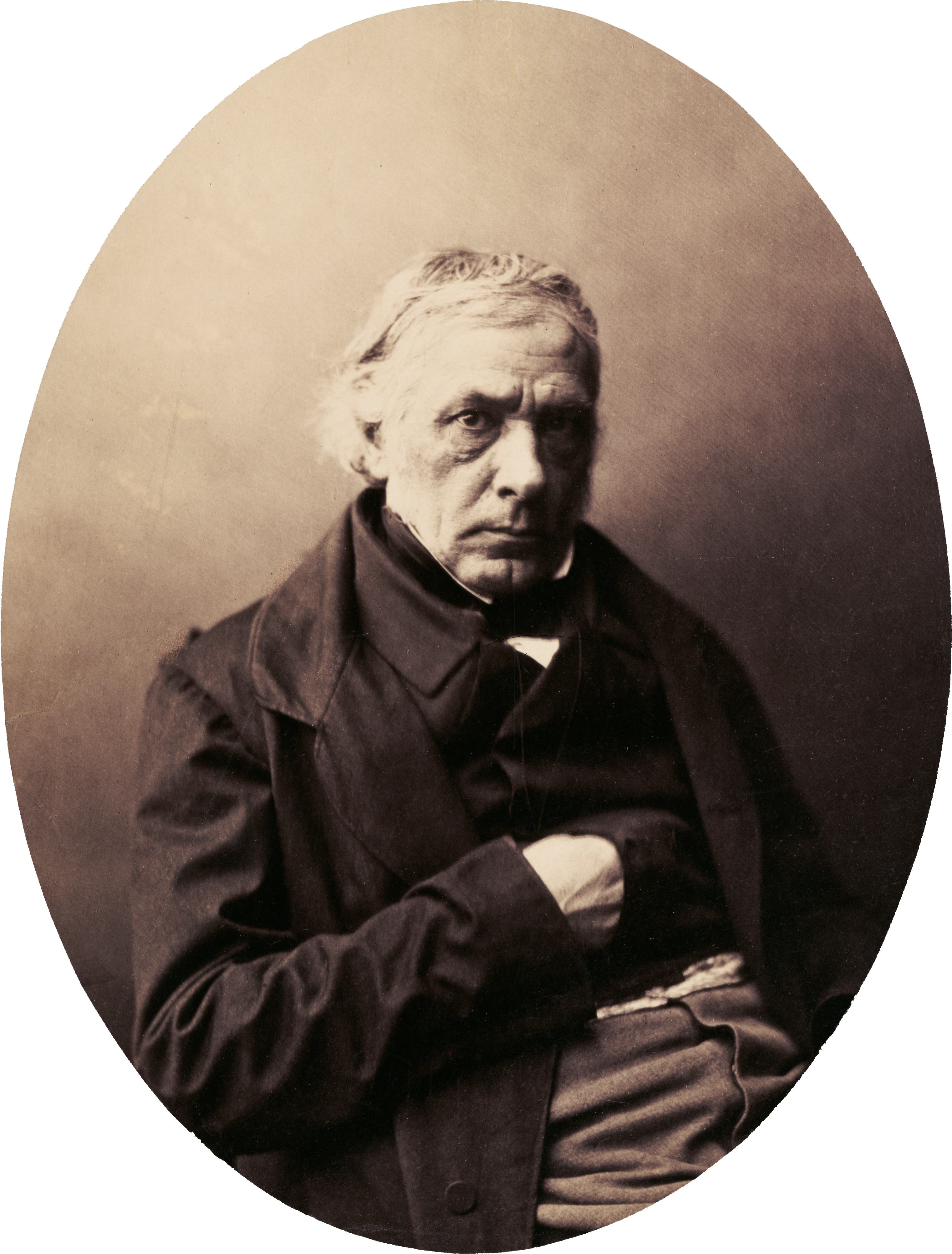
Виктор Кузен

В своём завещании Мен де Биран назначил своим душеприказчиком некоего Жозефа Ленэ, который при жизни считался его другом. Однако Ленэ воздержался от публикации его сочинений, решив, что такая публикация не покроет финансовых затрат. Его поддержали родственники Бирана, считавшие, что философская ценность его сочинений невелика и их публикация только «скомпрометирует репутацию покойного». Попытки В. Кузена и других почитателей философского таланта Бирана получить доступ к его рукописям остались безрезультатными. Рукописи философа долгие годы пылились в сундуках, а часть из них даже была отдана бакалейщику, который использовал их как обёртку при выдаче товаров.
Тем временем Виктор Кузен, бывший горячим последователем Бирана, принялся за самостоятельное издание его сочинений. Он рылся в архивах парижского Национального института, связывался с берлинской и копенгагенской Академиями наук и добывал фрагменты рукописей философа у его знакомых. Итогом этой работы стали четыре тома «Философских произведений» Бирана, вышедшие в 1834—1841 годах. В течение долгого времени это, далеко не полное, собрание было единственным источником сведений о его философских взглядах.
Дальнейшая публикация сочинений Бирана связана с именем швейцарского пастора Франсуа Навилля, знавшего философа в последние годы жизни. После выхода кузеновского собрания сочинений Бирана он взялся за систематическое изучение его взглядов и написал на эту тему целую книгу. Когда книга была готова, Навилль обратился к родственникам Бирана с просьбой уточнить некоторые биографические данные и выслать какие-нибудь неопубликованные фрагменты рукописей. В ответ на свою просьбу он получил по почте целых два ящика, доверху набитых рукописями; это были те самые рукописи, которыми безуспешно пытался завладеть Кузен. Навилль забросил свою книгу и посвятил остаток жизни подготовке к публикации бирановских рукописей. Эту работу он завещал своему сыну Эрнесту Навиллю, которому в 1847 году удалось получить от правительства обещание в содействии публикации. Однако разразившаяся в 1848 году революция во Франции привела к власти новое правительство, которое отказало проекту в поддержке, ссылаясь на недостаток средств. Только спустя 11 лет, в 1857 году, Эрнесту Навиллю удалось опубликовать трёхтомное собрание «Неизданных сочинений Мен де Бирана», в которое вошли основные его труды.

## Учение

### Первый период

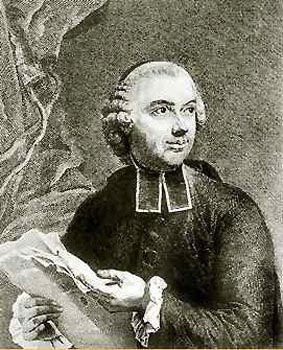
Этьен Бонно Кондильяк

В творчестве Мен де Бирана традиционно выделяют три этапа: сенсуалистический, метафизический и религиозный. На первом этапе он выступил в качестве последователя французских «идеологов» — П. Кабаниса и А. Дестюта де Траси, развивавших сенсуалистические идеи Э. Б. Кондильяка. В этот период Биран был уверен, что все наши знания происходят из ощущений, а метафизика есть тёмная наука, сгущающая тучи там, где истинные науки распространяют свет. Подлинная философия должна заниматься не поиском первопричин, а анализом отношений и последовательности феноменов и исследованием происхождения наших идей. В написанном в этот период сочинении «Влияние привычки на способность мыслить» философ проводил различие между пассивными и активными впечатлениями, разные комбинации которых, по его мнению, составляют весь наш опыт.
Однако уже в следующей своей работе «Об анализе мышления» Биран отошёл от сенсуализма и выдвинул идею, которая в дальнейшем легла в основу его взглядов. Согласно этой идее, явления воли не могут быть выведены из внешних ощущений. Особенностью воли является её активный характер, тогда как все внешние ощущения пассивны; но из чисто пассивных ощущений не могло бы возникнуть никакого представления об активности. В явлениях воли, полагал Биран, мы непосредственно познаём активность нашего собственного «я». Поэтому наряду с внешним, чувственным опытом мы должны признать другой, независимый источник познания — внутренний опыт, открывающий нам наше собственное индивидуальное существование. Всякое познание предполагает наличие двух сторон: познаваемого объекта и познающего субъекта; существо, лишённое самосознания, не могло бы приобрести и никакого знания о внешнем мире. Следовательно, существование нашего «я» лежит в основе всякого опыта и делает возможным самый опыт.

### Второй период

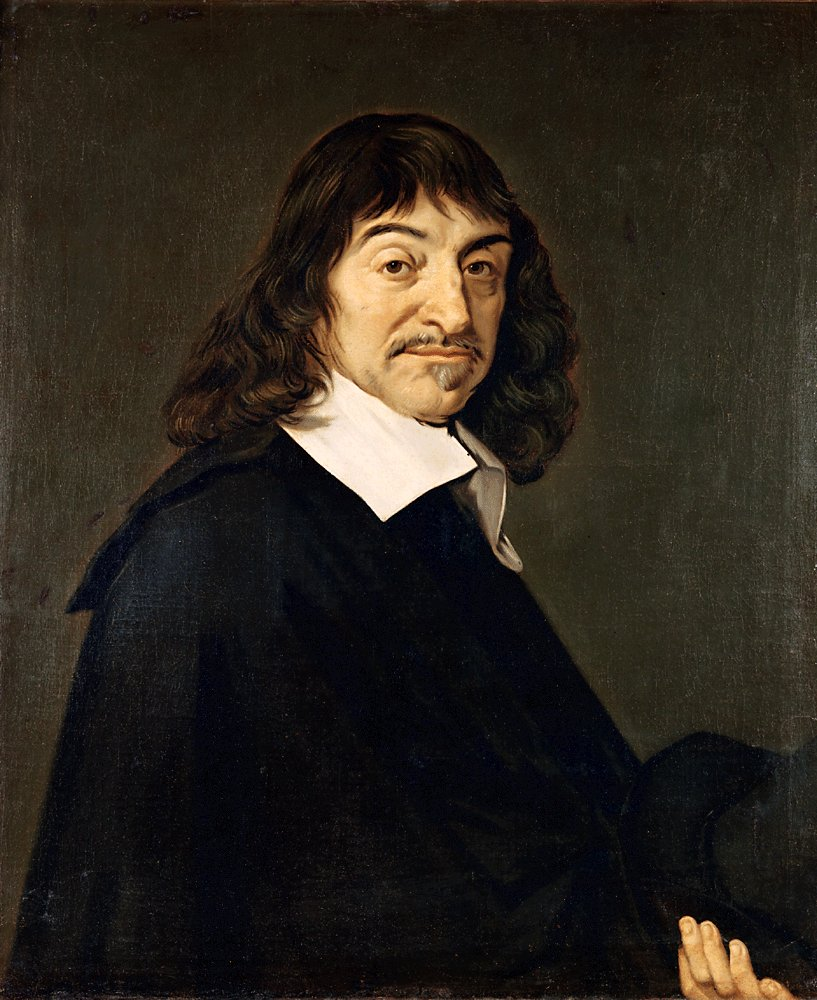
Рене Декарт

Основным сочинением второго этапа творчества Бирана стала незавершённая работа «Опыт об основаниях психологии». В этой работе философ предпринял попытку построить систематическое учение о человеческом духе, основанное на данных внутреннего опыта. Подобно Декарту, Биран полагал, что всякая философия должна исходить из некоторых первоначальных фактов, достоверность которых не подлежит сомнению. По мнению Бирана, таким первоначальным фактом является наше собственное индивидуальное существование, которое мы обнаруживаем в волевом усилии. Совершая какое-либо действие, мы непосредственно сознаём себя как его причину, как производящую его действующую силу. Эту действующую причину мы называем своей волей, поэтому чувство индивидуального существования неотделимо от чувства волевого усилия. Исходя из этих соображений, Биран противопоставил тезису Декарта Cogito ergo sum («Мыслю, следовательно, существую») свой тезис Volo ergo sum, что можно перевести как «Желаю, следовательно, существую».
Однако человеческая воля не тождественна пассивным желаниям. По мнению Бирана, характерной особенностью волевого усилия является его свободный характер. Свобода воли познаётся человеком непосредственно, при помощи внутреннего чувства; она проявляется в способности произвольно приводить в движение своё тело и сопротивляться действию самых сильных аффектов. «Ни остриё боли, ни соблазны удовольствия не смогли бы увлечь её за собой непреодолимым образом».
Первоначальный факт сознания лежит и в основе нашего представления о физическом мире. В факте волевого усилия уже заложен факт сопротивления этому усилию, ибо понятие усилия логически предполагает понятие сопротивления. Поэтому одновременно с познанием своего «я» мы познаём и противостоящее ему «не-я» в виде тела и телесного мира. Наше представление о своём теле возникает у нас из опыта сопротивлений, которое оно оказывает попыткам привести его в движение. Таким образом, знание о теле происходит не из внешнего, а из внутреннего опыта и дано нам одновременно с познанием нашего «я». В усилии — основа существа психического, в сопротивлении — основа существа физического.

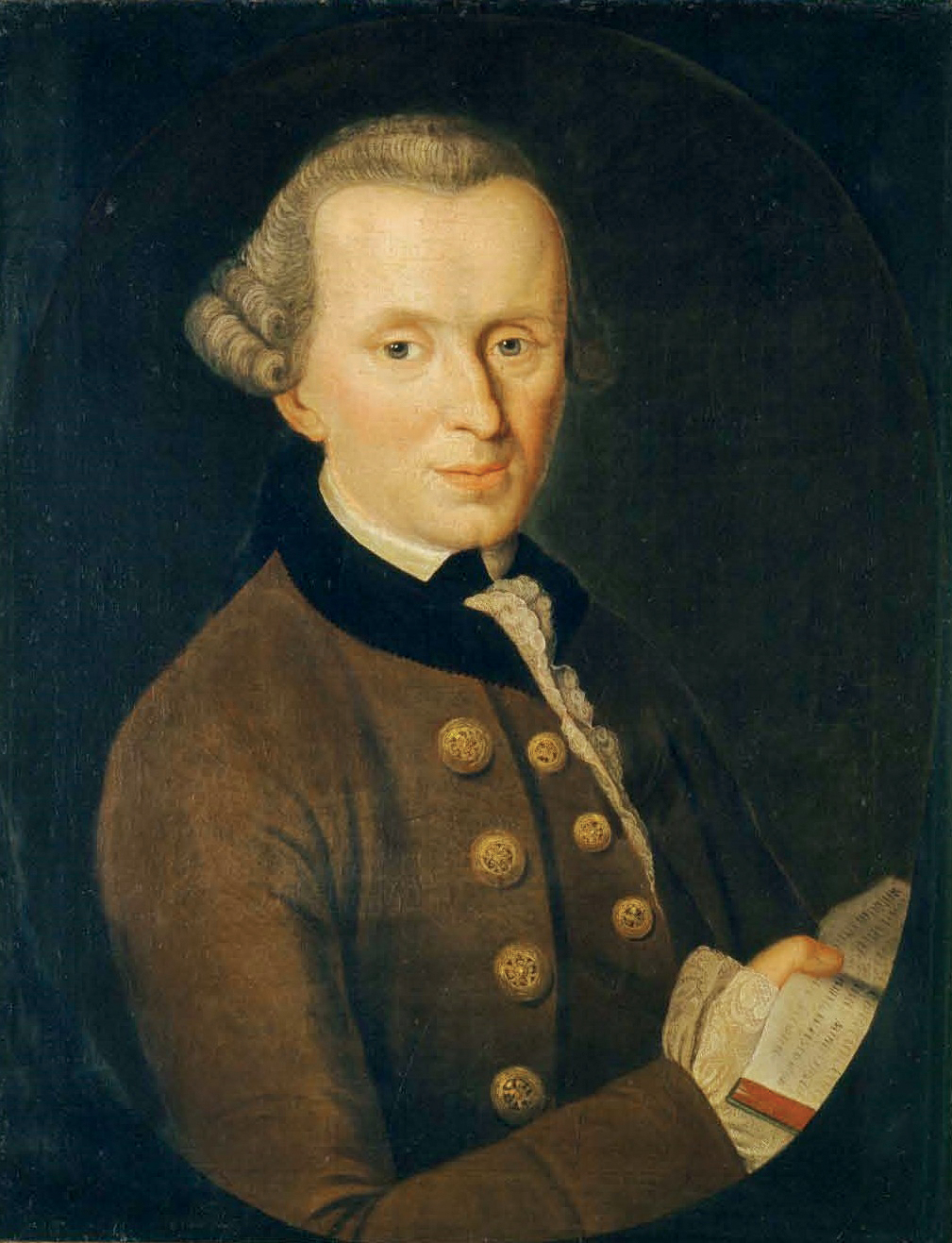
Иммануил Кант

Из первоначального факта сознания Биран выводил и все философские категории, такие как сила, причина, субстанция, единство, тождество, свобода и необходимость. Подобно Канту, он полагал, что категории не могут быть выведены из ощущений, но отвергал и кантовское учение об априорных понятиях рассудка. По мнению французского философа, подлинным источником всех категорий является внутренний опыт. Так, понятие силы могло возникнуть только из нашего опыта волевого усилия, преодолевающего внешнее сопротивление; совершая какое-либо действие, мы непосредственно сознаём себя как его причину, отсюда берёт начало понятие причинности. Понятие единства происходит из того факта, что в один момент времени мы можем совершить только одно сознаваемое действие. Но сколько бы действий мы ни совершали, мы знаем, что само наше «я» во всех своих действиях остаётся тем же самым; таково происхождение понятий тождества и субстанции. Наконец, внутренний опыт даёт нам и понятие о свободе и необходимости, источник которых мы находим в своих действиях и оказываемом им сопротивлении.
Но если источником всех категорий является внутренний опыт, почему мы переносим их на вещи, данные в ощущениях? Ответ на этот вопрос философ попытался дать в работе «Отношение естественных наук к психологии», в которой провёл различие между знаниями и верованиями. Будучи сторонником эмпиризма, Биран полагал, что мы можем познавать только явления, но не можем познавать внешних вещей. Из этого следовал вывод, что наши представления о внешнем мире суть только верования, в силу которых мы мыслим объекты необходимых понятий как существующие независимо от нас. Находя во внутреннем опыте понятия силы, причины, субстанции, мы инстинктивно переносим их на внешний мир, не замечая, что опыт не даёт для этого достаточных оснований. Однако образование таких верований не является произвольным, оно совершается по необходимости, обусловленной внутренней природой нашего ума. Между верованиями и тем, что существует реально, имеется своего рода «предустановленная гармония», позволяющая нам координировать движения и достигать практических целей.

### Третий период
Третий этап творчества Бирана ознаменован переходом к религиозной метафизике. Основными работами этого периода стали «Фрагменты, относящиеся к основаниям морали и религии» и оставшиеся незаконченными «Новые опыты антропологии». Воззрения мыслителя в этот период отмечены сильным влиянием христианской и масонской мистики. В частности, в сочинении «Защита философии» Биран развивал идею о двух Откровениях — внешнем, представленном Священным писанием и внутреннем, открывающемся в сознании человека. Все истинные философы, полагал Биран, следовали внутреннему Откровению, чем объясняется сходство их учений.

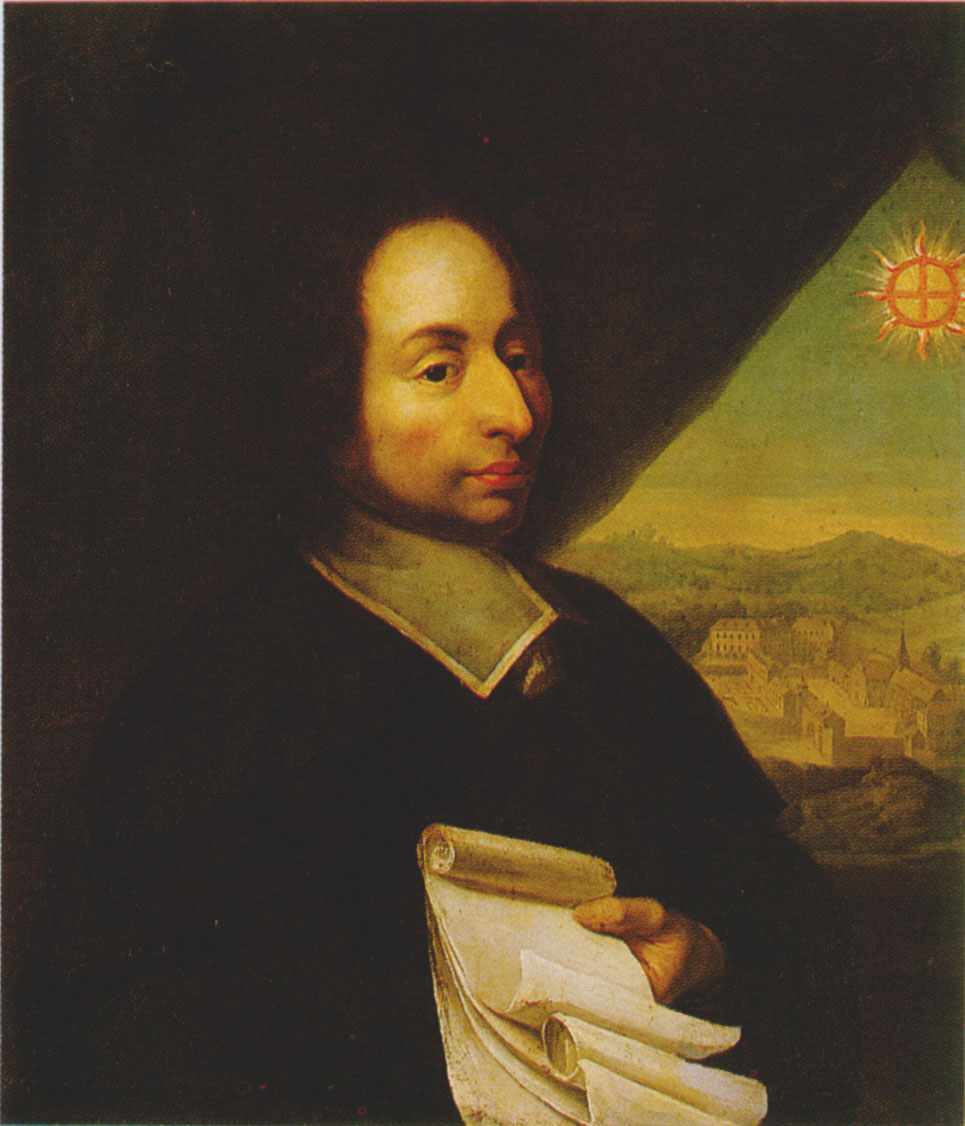
Блез Паскаль

В «Новых опытах антропологии» философ выдвинул учение о трёх природах человека: животной, человеческой и духовной. На уровне животной жизни человек находится во власти слепых аффектов и управляется ощущениями удовольствия и боли. Человек в этом состоянии — раб своего тела и страстей, он лишён самосознания, не имеет личности и чувства «я». Изучением этой природы человека занимается физиология. На уровне человеческой, или сознательной, жизни человек руководствуется волей и мышлением, которые и отличают его от животных. Изучением этой природы человека занимается психология, в основе которой должно лежать разработанное Бираном учение о волевом усилии. Третья, духовная природа человека никогда не была предметом изучения философов, но её высшее познание достигнуто христианством. Субъектом этой духовной жизни является не внешний, а «внутренний человек», учение о котором развивали апостол Павел, Августин, Янсений и Паскаль.
По учению Бирана, важнейшей характеристикой духовной жизни является любовь, суть которой состоит в самопожертвовании ради любимого объекта; этим любимым объектом является Бог. Любовь есть особый способ познания и путь к единению с Богом, она способствует возникновению морали и лежит в основе религии. Конечная цель духовной жизни — слияние с Богом, которое достигается долгой духовной практикой и приводит в состояние мистического экстаза. В этом состоянии человек испытывает подлинное счастье, сопровождающееся отдыхом души и спокойствием чувств. Такое слияние внутреннего человека с Богом является прообразом более прочного соединения и указывает на счастливую судьбу, ожидающую блаженные души в загробном мире.

## Сочинения
- Влияние привычки на способность мыслить (1803)
- Об анализе мышления (1806)
- О непосредственной апперцепции (1807)
- Опыт об основаниях психологии и о её отношении к изучению природы (1812)
- Новые рассуждения об отношениях физической и моральной природы человека (1813)
- Фрагменты, относящиеся к основаниям морали и религии (1818)
- Защита философии (1818)
- Новые опыты антропологии (1823—24)